# 葛原妙子賞
葛原妙子賞（くずはらたえこしょう）は、砂子屋書房が主催する、中堅女性歌人の優れた歌集を対象にした賞。歌人葛原妙子の業績を顕彰し、1991年に創設された河野愛子賞を衣替えする形で2005年にあらためて創設された。前年1年間に刊行された歌集の中から選出される。同じく中堅の男性歌人の歌集を対象にした寺山修司短歌賞と一対をなす格好となっている。両賞の選考会および授賞式は同時に開催される。2013年度の選考委員は篠弘、佐佐木幸綱、小池光、花山多佳子。受賞者には賞状と副賞30万円が授与される。2016年に終了。

## 受賞作一覧
- 第1回 （2005年） 今野寿美『龍笛』（砂子屋書房）
- 第2回 （2006年） 大口玲子『ひたかみ』（雁書館）
- 第3回 （2007年） 酒井佑子『矩形の空』（砂子屋書房）
- 第4回 （2008年） 横山未来子『花の線画』（青磁社）
- 第5回 （2009年） 小林幸子『場所の記憶』（砂子屋書房）
- 第6回 （2010年） 川野里子『幻想の重量－－葛原妙子の戦後短歌』（本阿弥書店）
- 第7回 （2011年） 松村由利子『大女伝説』（短歌研究社）
- 第8回 （2012年） 梅内美華子『エクウス』（角川書店）
- 第9回 （2013年） なみの亜子『バード・バード』（砂子屋書房）
- 第10回 （2014年） 百々登美子『夏の辻』（砂子屋書房）
- 第11回 （2015年） 梶原さい子『リアス／椿』（砂子屋書房）
- 第12回 （2016年） 河野美砂子『ゼクエンツ』（砂子屋書房）